# Сесил-Пик
Сесил-Пик (англ. Cecil Peak) — гора высотой 1978 метра в бассейне Уакатипу (англ. Wakatipu Basin), Новая Зеландия. Гора расположена на южной стороне озера Уакатипу, к юго — западу от Куинстауна, очень хорошо видна в округе.
Растительность представлена, в основном, травами и кочками, деревья только возле поверхности воды. Островок Хайден (англ. Hidden Island), один из четырёх островов на озере Уакатипу, находится очень близко к береговой линии Сесил-Пика. 27 марта 2010 года местная группа провела открытый концерт в естественном амфитеатре на пике, играя песни группы Pink Floyd.
Сесил-Пик и находящаяся рядом гора Уолтер-Пик, были названы главным топографом Новой Зеландии Джейсом Маккероу (англ. James McKerrow) в честь сыновей Уильяма Гилберта Риза (англ. William Gilbert Rees) в 1862 году.